# Justine Triet
Justine Triet (wymowa: [ʒystin tʁije]; ur. 17 lipca 1978 w Fécamp) – francuska reżyserka, scenarzystka i montażystka filmowa. Laureatka Oscara 2024 za najlepszy scenariusz oryginalny filmu Anatomia upadku.
Przełomem w jej karierze okazał się dramat sądowy Anatomia upadku (2023), który wyróżniono Złotą Palmą na 76. MFF w Cannes. Triet stała się tym samym trzecią kobietą-laureatką tej nagrody. Z kolei w 2024 roku została pierwszą Francuzką nominowaną do Oscara za najlepszą reżyserię i scenariusz oryginalny.

## Życiorys
Justine Triet wraz z trójką rodzeństwa dorastała w południowym Paryżu w buddyjskiej społeczności w rodzinie z klasy średniej. Jej ojciec pracował jako kinooperator; matka była korektorką, recepcjonistką i modelką. 
Triet początkowo nie myślała o filmie. Chciała być malarką, dlatego też podjęła studia w paryskiej Państwowej Wyższej Szkole Sztuk Pięknych. Kiedy zafascynował ją film dokumentalny, postanowiła zacząć studiować montaż, co pozwoliło jej poznać podstawy realizacji filmowej. Nakręciła kilka krótkometrażowych filmów dokumentalnych, których tematyka ujawniła jej polityczne zaangażowanie. Jeden z nich pt. Sur place powstał podczas protestów w Paryżu w 2006 roku. 
Jej pełnometrażowy debiut reżyserski La bataille de Solférino miał swoją premierę podczas 66. MFF w Cannes w 2013 roku. Po wymienieniu jej jako jednej z reżyserek młodej generacji francuskich filmowców w edytorialu krytyka filmowego Stéphane'a Delorme'a w kwietniu 2013 roku, prestiżowe pismo Cahiers du cinéma umieściło jej film na 10. miejscu rankingu Top 10 roku 2013.
W 2016 roku Triet napisała i wyreżyserowała komediodramat Victoria, który miał swoją premierę w ramach sekcji "Międzynarodowy Tydzień Krytyki" podczas 69. MFF w Cannes. Film był też nominowany do nagrody Cezara za najlepszą reżyserię i scenariusz. W 2019 roku jej kolejny komediodramat Sybilla miał premierę na 72. MFF w Cannes, tym razem w konkursie głównym.
W 2023 roku jej thriller sądowy Anatomia upadku startował w konkursie głównym na 76. MFF w Cannes, gdzie został nagrodzony Złotą Palmą. W tym samym roku Triet zdobyła za niego również dwie statuetki Złotych Globów za najlepszy scenariusz i najlepszy film nieanglojęzyczny. W 2024 Triet została pierwszą francuską reżyserką i ósmą kobietą w historii nominowaną do Oscara za najlepszą reżyserię. Anatomia upadku została w sumie nominowana w pięciu kategoriach (najlepszy film, reżyseria, scenariusz, główna rola żeńska i montaż), a Triet dostała statuetkę za najlepszy scenariusz oryginalny. Obraz nominowano również do 7 nagród BAFTA i do 11 Cezarów.

## Życie prywatne
Triet mieszka w Paryżu. Jej mąż Arthur Harari jest reżyserem. Ich związek nazwany został przez "Vanity Fair" "prawdziwym power couple". Para razem współtworzyła scenariusze do filmów Triet Sybilla i Anatomia upadku. Mają dwójkę dzieci.

## Poglądy polityczne
Justine Triet jest członkinią Collectif 50/50 - powstałej w 2018 roku grupy aktywistek walczącej o równe traktowanie wszystkich płci w przemysłach audiowizualnych. Jej filmy, szczególnie krótkometrażowe z początku kariery, podejmowały tematy o wrażliwości społecznej np. protesty studenckie z 2006 roku we Francji czy życie wychowanków domów socjalnych w São Paulo.
Odbierając Złotą Palmę podczas MFF w Cannes w 2023 roku Triet wygłosiła ze sceny ostrą krytykę polityki rządu Emanuela Macrona. Zaadresowała toczące się w tym czasie w całej Francji masowe protesty przeciw reformie emerytalnej, które wg niej były represjonowane "w szokujący sposób" przez "dominującą i bezwsydną władzę". Powiązała społeczne reformy neoliberalnego rządu z szerszymi zmianami, w tym w szczególności przemodelowaniem traktowania kultury we Francji. "Komercjalizacja kultury, której broni ten neoliberalny rząd, jest częścią procesu niszczenia francuskiej wyjątkowości kulturalnej. Tej samej wyjątkowości, bez której nie byłabym dziś tutaj". Jej polityczny spicz spotkał się z krytycznymi głosami. Minister Kultury Francji Rima Abdul Malak stwierdziła w mediach społecznościowych, że wypowiedź Triet była "niesprawiedliwa". Napisała: "Ten film nie ujrzałby światła dziennego bez naszego francuskiego modelu finansowania filmów, który to model pozwala na unikatową w świecie dywersyfikację kulturową". Powtórzyła krytykę następnego dnia w BFM-TV, dodając, że "przemowa Justine Triet jasno pokazuje skrajnie lewicowe ideologiczne podłoże". Burmistrz Cannes, David Lisnard, nazwał Triet w mediach społecznościowych "rozpuszczonym dzieckiem", które postanowiło wygłosić "polityczne pretensje", podczas gdy "otrzymywało prestiżową Złotą Palmę za dofinansowany ze środków publicznych film". Wg Variety kilka francuskich źródeł ze środowiska filmowego zasugerowało, że wygłoszona ze sceny krytyka rządu Macrona mogła zaszkodzić Triet i pozbawić ją szansy w oskarowym wyścigu, bowiem francuska komisja oskarowa w 2023 roku wyselekcjonowała nie zwycięzcę Złotej Palmy, a film Bulion i inne namiętności (La passion de Dodin Bouffant) w reżyserii Anh Hung Tran, by reprezentował Francję w oskarowej kategorii Najlepszy Film Międzynarodowy. Sama Triet skomentowała ten wybór, repostując w mediach społecznościowych opinię jednego z użytkowników, który napisał, że sytuacja "śmierdzi zemstą".
W styczniu 2024 Triet, obok m.in. Isabelle Huppert, Pedro Almodovara i braci Dardenne podpisała petycję przeciw reformom skrajnie prawicowego prezydenta Argentyny Javiera Milei. Wg. sygnatariuszy petycji reformy Milei w konsekwencji niszczą Państwowy Instytut Filmu i Sztuk Audiowizualnych INCAA i wraz z nim 8 oddziałów Państwowej Szkoły Filmowej ENERC.